# Bibliografija Lava XIV.
Ovo je popis obavljenih djela i radova Roberta Francisa Prevosta, odnosno pape Lava XIV.

## Prije papinstva

### Doktorat
- The office and authority of the local Prior in the Order of Saint Augustine (disertacija). Papinsko sveučilište sv. Tome Akvinskog. 1987. OCLC 310749292 (hrv. Uloga mjesnog priora u Redu svetog Augustina)

### Knjige
- Rule and Constitutions of the Order of Saint Augustine. Augustinian Historical Institute, Sveučilište Villanova. Pennsylvania. 2002 (hrv. Pravilo i konstitucije Reda svetog Augustina)

#### Poglavlja u knjigama
- van Bavel, Tarsicius J., ur. 2007. Saint Augustin, une présentation. Saint Augustin (francuski). Mercatorfonds. ISBN 978-90-6153-732-8 (hrv. Sveti Aufustin, prikaz)
- Delle Foglie, Anna. 2011. Introduzione. La cappella Caracciolo del Sole a San Giovanni a Carbonara (talijanski). Jaca Book. ISBN 978-88-16-41107-4 (hrv. Uvod)
- Mariń de San Martiń, Luis, ur. 2012. Conclusion. La ripresa dell'ordine: gli agostiniani tra 1850-1920 : Congresso dell'Istituto storico Agostiniano, Roma 15-19 ottobre 2012 (talijanski). Institutum historicum Augustinianum (hrv. Zaključak)

### Članci u časopisima
- The Office and Authority of the Local Augustinian Prior 4. The munus docendi. Augustinian heritage. 33: 187–200. 1987. ISSN 0888-2274 (hrv. Uloga mjesnog priora u Redu svetog Augustina)
- Palabras conclusivas del R.P. Robert Prevost, prior general de la Orden de San Agustín, sobre los agustinos y el estudio de la patrología. Religión y Cultura (španjolski). 5/II: 503–510. 2006. ISBN 987-21404-6-4 (hrv. Završna riječ Roberta Prevosta, generalnog priora Reda svetog Augustina, o augustincima i proučavanju patrologije)
- Grußwort des P. Generalpriors Robert Prevost. Augustiniana (njemački). 56 (3/4): 199–200. 2006. ISSN 0004-8003 (hrv. Pozdravna riječ generalnog priora Roberta Prevosta)
- Homilía de la Eucaristía de clausura: parroquia Santa Rita de Madrid, 26 noviembre 2006. Revista agustiniana (španjolski). 48 (145): 189–193. 2007. ISSN 0211-612X (hrv. Propovijed završne euharistije: Župa svete Rite, Madrid, 26. studenog 2006.)

## U pontifikatu
|  | Wikizvor ima izvorni tekst Autor:Lav XIV. |